# Родољупци (ТВ филм из 1986)
Родољупци је југословенски ТВ филм из 1986. године. Режирао га је Дејан Мијач а сценарио је написан по комедији Родољупци Јована Стерије Поповића.

## Улоге
| Глумац                 | Улога                          |
| ---------------------- | ------------------------------ |
| Војислав Воја Брајовић | Жутилов, бивси нотарош         |
| Дијана Шпорчић         | Нанчика, жена Жутиловића       |
| Војка Чордић           | Милчика, ћерка                 |
| Бранислав Лечић        | Лепршић, млади песник          |
| Мирјана Карановић      | Зеленићка, ујна од Лепршића    |
| Милош Жутић            | Шербулић, банкротирани трговац |
| Милан Лане Гутовић     | Смрдић                         |
| Михаило Миша Јанкетић  | Гавриловић, грађанин           |
| Бранко Цвејић          | Нађ Пал                        |
| Боривоје Кандић        | Скоротеча                      |
| Ђорђе Ђурђевић         | Еден                           |